# تنهام نگذار
تنهام نگذار فیلمی به کارگردانی  و نویسندگی علیرضا توانا ساختهٔ سال ۱۳۸۳ است.

## بازیگران
- پریسا شاهنده
- ایرج شهزادی